# Jean-François Combez
Jean-François Combez, né le 12 juin 1732 à Besançon (Doubs), mort le 10 octobre 1794 à Sélestat (Bas-Rhin), est un général de brigade de la Révolution française.

## États de service
Il entre en service comme cavalier au régiment de Moustier le 15 janvier 1753, il est nommé maréchal des logis le 12 juin 1757. Il participe aux campagnes de Hanovre de 1757 à 1762, il est blessé à la bataille de Bergen le 13 avril 1759, et à la bataille de Minden le 1er août 1759, où il est fait prisonnier.  
Le 7 mars 1761, il est affecté au régiment des volontaires du Dauphiné en tant que cornette. Il est promu lieutenant dans la légion de Flandre le 5 avril 1772, puis il passe le 18 août 1776 au régiment Dauphin-Dragons. Il est affecté au 2e régiment de chasseurs à cheval le 16 juillet 1779, et il reçoit son brevet de capitaine le 7 mai 1785. Chef d’escadron le 15 avril 1792, il est fait chevalier de Saint-Louis le même jour.
Chef de brigade au 8e régiment de chasseurs à cheval le 16 mars 1793, il est promu général de brigade provisoire à l’armée du Rhin le 11 septembre 1793, confirmé le 9 pluviôse an II (28 janvier 1794).
Il meurt le 10 octobre 1794, à Sélestat (Bas-Rhin).

## Sources
- (en) « Generals Who Served in the French Army during the Period 1789 - 1814: Eberle to Exelmans »
- Étienne Charavay, Correspondance générale de Carnot, tome 3, imprimerie Nationale, 1897, p. 363.
- Docteur Robinet, Jean-François Eugène et J. Le Chapelain, Dictionnaire historique et biographique de la révolution et de l'empire, 1789-1815, volume 1, Librairie Historique de la révolution et de l’empire, 900 p. (lire en ligne), p. 442.
- Georges Six, Dictionnaire biographique des généraux & amiraux français de la Révolution et de l'Empire (1792-1814), Paris : Librairie G. Saffroy, 1934, 2 vol., p. 255-256